# Família Brasseur
La família Brasseur és una família de Luxemburg que va ser prominent en la política i la indústria del paísa finals del segle xix i principis del XX. El cap de família va ser Alexis Brasseur, que va tenir tretze fills amb dues esposes. Aquesta segona generació va incloure Dominique Brasseur, un alcalde liberal de la ciutat de Luxemburg, i Pierre Brasseur, un important magnat miner al sud de Luxemburg.
Pierre es va casar amb la filla de l'exministre de François-Xavier Wurth-Paquet i van tenir cinc fills, entre ells, Xavier Brasseur, un diputat socialista. Xavier es va casar amb Jeane de Saint-Hubert, germana d'Aline de Saint-Hubert, esposa del president del Grup Arbed Émile Mayrisch.
Dominique es va casar amb Constanza Brasseur, la seva nebodastra per part del fill d'Alexis Jean-Baptiste, i van tenir sis fills, incloent-hi Robert Brasseur, un destacat diputat de la Lliga Liberal, i el dramaturg i compositor Alexis Brasseur. Els cosins Xavier i Robert es van convertir en rivals polítics, cosa que representava les diferents faccions dins de la família. D'altra banda, Jeanne es va divorciar de Xavier el 1910, i es va casar amb Robert el 1914, dos anys després de la mort del seu exmarit.

## Arbre familiar
A continuació es mostra un arbre genealògic parcial, que mostra alguns dels membres més prominents de la família. Les persones tenen el cognom Brasseur menys que s'indiqui el contrari.